# Сітка Вікгема

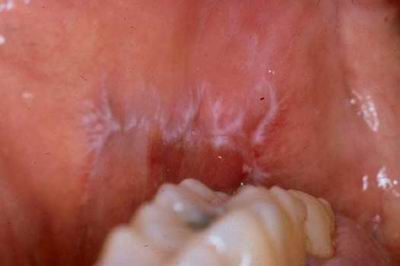

Сітка Вікгема — білуваті лінії, які проявляються на поверхні папул і бляшок плоского лишая та деяких інших дерматозів, зазвичай з'являються на слизовій оболонці ротової порожнини. Макроскопічна картина відповідає гіпергранульозу. Лінії названі на честь французького лікаря та дослідника Луїса Фредеріка Вікгема.